# Ulysse Crisinel
Ulysse Crisinel (* 2. April 1871 in Martherenges; † 2. September 1924 ebenda) war ein Schweizer Landwirt und Politiker (FDP).

## Leben
Crisinel, Sohn des Landwirts Eugène Crisinel, besuchte die Sekundarschule in Murgenthal und die Industrieschule in Moudon und arbeitete dann als Landwirt in Martherenges.
Von 1901 bis 1913 war er freisinniger Waadtländer Grossrat und von 1911 bis 1913 Nationalrat. Wegen einer Ämterunvereinbarkeit musste er zurücktreten. Von 1913 bis 1924 war er Regierungsstatthalter von Moudon. Ausserdem war er Präsident der Société d’agriculture de Moudon. 1915 wurde er zum Oberstleutnant ernannt.
Verheiratet war er mit Adèle Cornu, der Tochter des Landwirts Pierre Cornu.